# Plecodus paradoxus
Plecodus paradoxus är en fiskart som beskrevs av Boulenger, 1898. Plecodus paradoxus ingår i släktet Plecodus och familjen Cichlidae. IUCN kategoriserar arten globalt som livskraftig. Inga underarter finns listade i Catalogue of Life.